# Янченко Василь Іванович
Василь Іванович Янченко (1 січня 1894 — 1952/1959) — військовий льотчик Повітряного флоту УНР. Командир 1-го Українського винищувального авіаційного загону УНР. Також воював у лавах російської армії, білогвардійців.

## Життєпис
Народився 1 січня 1894 року в місті Нікольськ (нині Уссурійськ) Уссурійського краю. Деяких його родичів розстріляли як «японських шпигунів» у 1930-х роках.
Учасник Першої світової війни. У листопаді 1916 року, у складі групи російських льотчиків, був посланий на стажування до Франції, де проходив підготовку в школах вищого пілотажу і повітряної стрілянини в містах По і Каза, а бойову практику — на Західному фронті. Збив особисто 16 літаків супротивника. Літав, зокрема, на "Моран"і. 7 липня 1917 року зумів посадити пошкоджений літак після бою з німецькими летунами в околицях Тернополя під час відступу російських військ (його товариш Юрій Гільшер загинув).
Фірмовим прийомом Янченка була лобова атака.
З 1918 командир 6-го винищувального авіаційного загону Повітряного флоту УНР, за наказом командувача авіації загін було перейменовано на 1-й Український винищувальний авіаційний. Пізніше воював на стороні білих.
Емігрував до США, де, ймовірно, працював у вихідця з Києва, авіаконструктора Ігоря Сікорського.
Нагороджений орденами: Святого Георгія 4-й Ступені, Георгіївські хрести 1, 2, 3 та 4-й Ступені — повний бант, Святого Володимира 4-го ступеня з мечами і бантом, Святої Анни 4-й Ступені, Лицарський хрест ордена Зірки (румунська).